# Kontinentales Tiefbohrprogramm der Bundesrepublik Deutschland

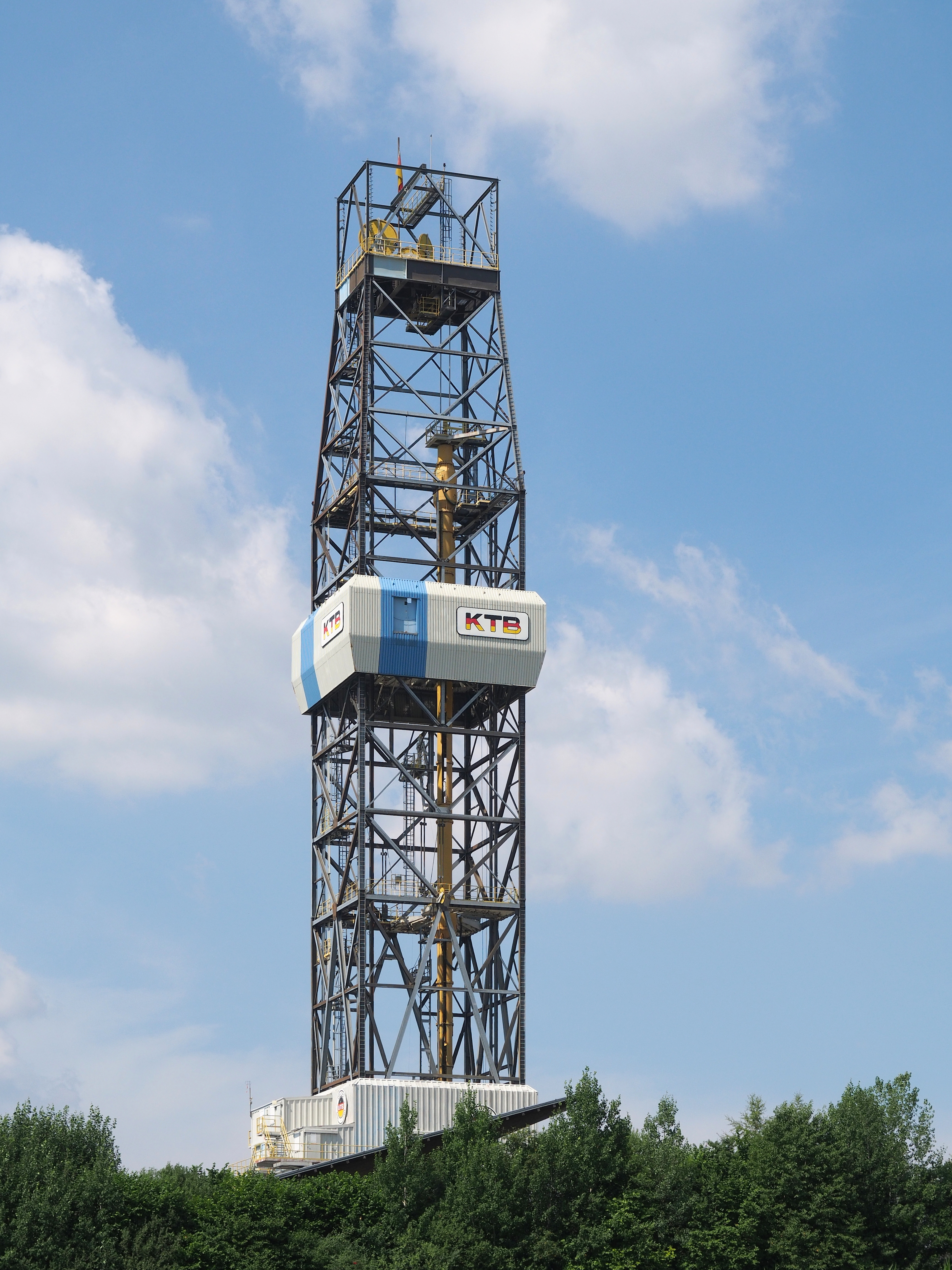
Der 83 m hohe Bohrturm der 9 km tiefen Bohrung bei Windischeschenbach

Das Kontinentale Tiefbohrprogramm der Bundesrepublik Deutschland (KTB) war ein in den Jahren 1987 bis 1995 durchgeführtes geowissenschaftliches Großprojekt zur Erforschung der mitteleuropäischen Erdkruste mithilfe von Tiefbohrungen. Das damalige Bundesministerium für Forschung und Technologie finanzierte das Projekt mit 528 Millionen DM (270 Millionen Euro), Projektträger war das Niedersächsische Landesamt für Bodenforschung. Das Bohrloch der Hauptbohrung ist mit 9101 Metern Tiefe das tiefste in Deutschland und eines der tiefsten weltweit. Die umfangreichen neuen Erkenntnisse, die im Rahmen des Tiefbohrprogramms gewonnen wurden, widersprachen teilweise anerkannten Hypothesen. Nachfolgeprogramm ist das International Continental Scientific Drilling Program (ICDP).
Von 1996 bis 2001 betrieb das GeoForschungsZentrum Potsdam (GFZ) in der Anlage ein Tiefenobservatorium, das die weitere wissenschaftliche Nutzung der beiden Bohrungen im Rahmen des ICDP betreute. Seither befinden sich Grundstück und Gebäude im Eigentum der Stiftung GEO-Zentrum an der KTB, die seit 1998 mit dem GEO-Zentrum eine öffentliche Informations- und Bildungsstätte betreibt. Besucher können die immer noch weltweit größte Landbohranlage besichtigen und werden bei Veranstaltungen und Sonderausstellungen über aktuelle geowissenschaftliche und geotechnische Themen informiert. Die wissenschaftliche Nutzung der beiden Bohrlöcher ist ebenfalls weiter möglich.

## Ziele des kontinentalen Tiefbohrprogramms
Ziel des kontinentalen Tiefbohrprogramms, das viele wissenschaftliche Einzelprojekte umfasste, war vor allem die genaue Erforschung der Erdkruste. Dazu musste auch spezielle Bohr- und Überwachungstechnik entwickelt und erprobt werden. Das KTB war das erste deutsche Großprojekt der geowissenschaftlichen Grundlagenforschung.

## Planung
Geplant wurde eine Bohrung bis zu einer Tiefe, in der eine Temperatur von 300 °C herrscht, da die elektronischen Messgeräte (Magnetfeld, Temperatur etc.) nur bis zu dieser Temperatur funktionieren würden.
Mindestens sollten 8000 Meter Tiefe und 250 °C erreicht werden. Entscheidend für die Wahl des Standortes in der Oberpfalz gegenüber einem Standort im Schwarzwald, der aus Sicht des möglichen geologischen Erkenntnisgewinns bis zum Schluss als gleichwertig galt, war, dass die kritische Temperatur von 300 °C in der Oberpfalz erst in ca. zwölf Kilometern Tiefe erwartet wurde, fünf Kilometer tiefer als im Schwarzwald.

## Geologie
Der Standort Windischeschenbach (nahe Weiden in der Oberpfalz) liegt in der sogenannten Zone von Erbendorf-Vohenstrauß (ZEV). Im Norden endet diese tektonische Einheit an der Erbendorflinie, im Westen an der Fränkischen Linie und im Süden an der Luhe-Linie. Die Erbendorf- und die Luhe-Linie entstanden als Folge der Entstehung der variskischen Gebirge, deren Rümpfe hier und in den anderen deutschen Mittelgebirgen aufgeschlossen sind, bei der Konvergenz der Kontinente Laurussia und Gondwana. Die Erbendorf-Linie, in der nebenstehenden Graphik gestrichelt gezeichnet, ist die Grenze zwischen den beiden zur Kontaktzone der ehemaligen Kontinentalplatten gehörenden, parallel dazu verlaufenden großen Schollen Saxothuringikum und Moldanubikum. Die eigentlich angebohrte Einheit, die ZEV, besteht aus einer Wechsellagerung von Metabasiten und Paragneisen, wahrscheinlich wurden diese Einheiten an einem Kontinentalhang abgelagert, die ehemalige Zugehörigkeit zu Saxothuringikum, Bohemikum (Teplá-Barrandium) oder Moldanubikum i. e. S. ist umstritten. Die Erdkruste weist aufgrund ihrer Geschichte hier einen stark strukturierten Aufbau auf, außerdem sind mehrere geophysikalische Anomalien nachgewiesen, so der an dieser Stelle circa elf Kilometer tief liegende Erbendorfkörper mit erhöhter seismischer Reflektivität und Geschwindigkeit. Darüber liegen mehrere stark magnetisierte Bereiche, die zum Teil erbohrt, zum Teil durch ihre Fernwirkung entdeckt wurden.
1987 befürchteten Einwohner der Gemeinde Windischeschenbach, an der nahe gelegenen Bohrstelle könnten gesundheitsschädliche Gase austreten. Nach Information der Wissenschaftler war die Angst unbegründet, da nur kleinste Mengen an Wasserstoff, Methan und Helium-3 freigesetzt wurden.

## Bohrverlauf

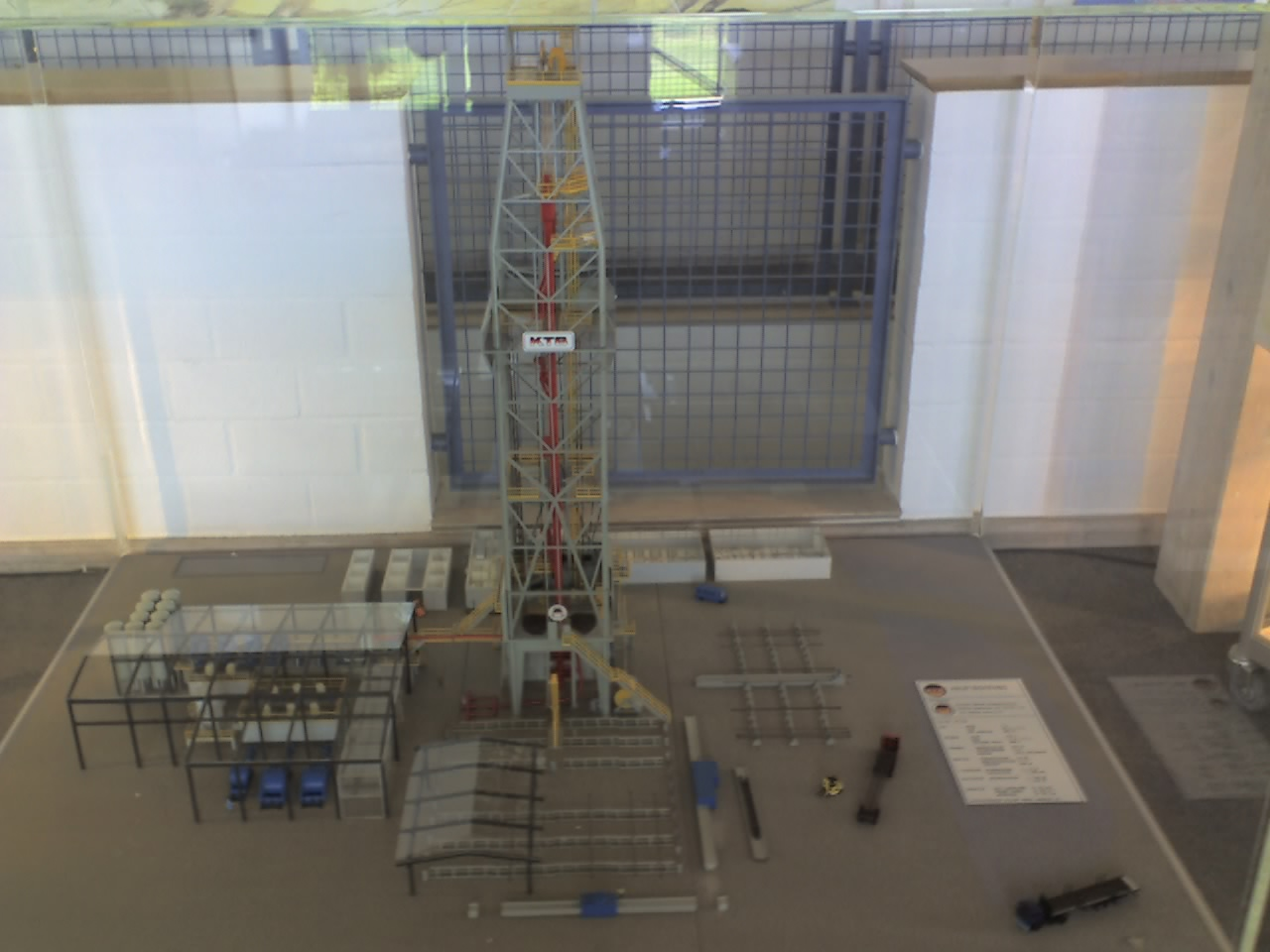
Modell im Informationszentrum

Zwischen September 1987 und April 1989 wurde eine vollständig als Kernbohrung ausgeführte Vorbohrung auf 4.000 Meter niedergebracht. Die Erkenntnisse der Vorbohrung bestimmten das technische Konzept der Hauptbohrung. Wie sich zeigte, war die Hauptbohrung mit konventioneller Technik nicht in hinreichender Präzision möglich. Der Temperaturgradient zeigte sich deutlich höher als erwartet.
Für die Hauptbohrung, die ab 8. September 1990 in 200 Meter Entfernung vorgenommen wurde, wurde die angestrebte Teufe auf wenig über 10.000 Meter reduziert. Da aus der Vorbohrung bereits Bohrkerne der ersten 4.000 Meter bereits nahezu vollständig vorlagen, wurde in der Hauptbohrung bis zu dieser Tiefe lediglich das Bohrklein untersucht. Erst ab 4.000 Metern wurde als Kernbohrung weitergearbeitet, insgesamt wurden 35 vereinzelte Kernproben entnommen.
Der Bohrstrang wurde im Turm aus 40 Meter langen Gestängezügen halbautomatisch zusammengesetzt. Um den Verschleiß gering zu halten, rotierte das Gestänge nicht mit. In Rotation befand sich nur der vordere Teil des Bohrkopfes, als Antrieb diente die mit hohem Druck eingebrachte Spülflüssigkeit. Etwa 500-mal während der Bohrung wurde der Bohrkopf aus dem Bohrloch gehoben und gewechselt („Roundtrip“).
Um die Reibung des Bohrstranges im Bohrloch zu begrenzen, musste die seitliche Abweichung von der idealen Vertikalen sehr gering gehalten werden. Bis 7.500 Meter wurde dazu ein eigens entwickelter Vertikalbohrkopf mit automatischer Steuerung eingesetzt, mit dem eine maximale seitliche Abweichung von 12 Meter eingehalten wurde, das entspricht 0,0016 % der Tiefe.
Um das Bohrloch zu erhalten, wurden die ersten 6.000 Meter der Hauptbohrung im April 1993 verrohrt.
Unterhalb 7.500 Meter arbeitete die automatische Vertikalsteuerung temperaturbedingt nicht mehr zuverlässig, so dass konventionell weitergebohrt wurde, soweit es ging; eine deutlich höhere Abweichung wurde dabei in Kauf genommen. Das Gestein zeigte sich in dieser Tiefe im spröd-duktilen Übergangsbereich, so dass sich das Bohrloch durch unterschiedlich gerichtete horizontale Spannungen teilweise verformte. Mehrfach blieb der Bohrkopf stecken und musste nach stückweisem Verfüllen des Bohrloches neu angesetzt werden. Diese Operationen nahmen ungefähr ein weiteres Jahr in Anspruch.
Aufgrund von Budget- und damit verbundenen Zeitbeschränkungen wurde die Hauptbohrung am 12. Oktober 1994 nach 1.468 Tagen in einer Tiefe von 9.101 Metern beendet, bei etwa 300 Metern seitlicher Abweichung und einer Gesteinstemperatur von 275 °C.
Bis zum 31. Dezember 1994 wurden die drei geplanten Großversuche durchgeführt und damit der Hauptteil des Tiefbohrprogramms abgeschlossen. Danach wurde die Anlage teilweise außer Betrieb genommen und weitere kleinere Versuche durchgeführt.
Das Programm insgesamt endete am 31. Dezember 1995. Die erbohrten Bohrkerne werden für Forschungszwecke weiterhin auf dem Gelände gelagert.

## Ergebnisse
Die Ergebnisse führten zu einer breiten Anerkennung des Zonenbaus bzw. der darauf basierend postulierten Paläoplattenkonfiguration im mitteleuropäischen Teil des variszischen Grundgebirges (die Tiefbohrung liegt im Nahtbereich mehrerer ehemals separater Lithosphärenplatten). Die raschere Zunahme der Temperatur mit steigender Tiefe passt gut zu der aus diesem Bild erkennbaren starken Strukturierung des geologischen Gesamtsystems. Durch die Temperaturbegrenzung auf ≈ 300 °C wurde zugleich die ursprünglich erhoffte Tiefe von 12 km nur zu 75 % erreicht.

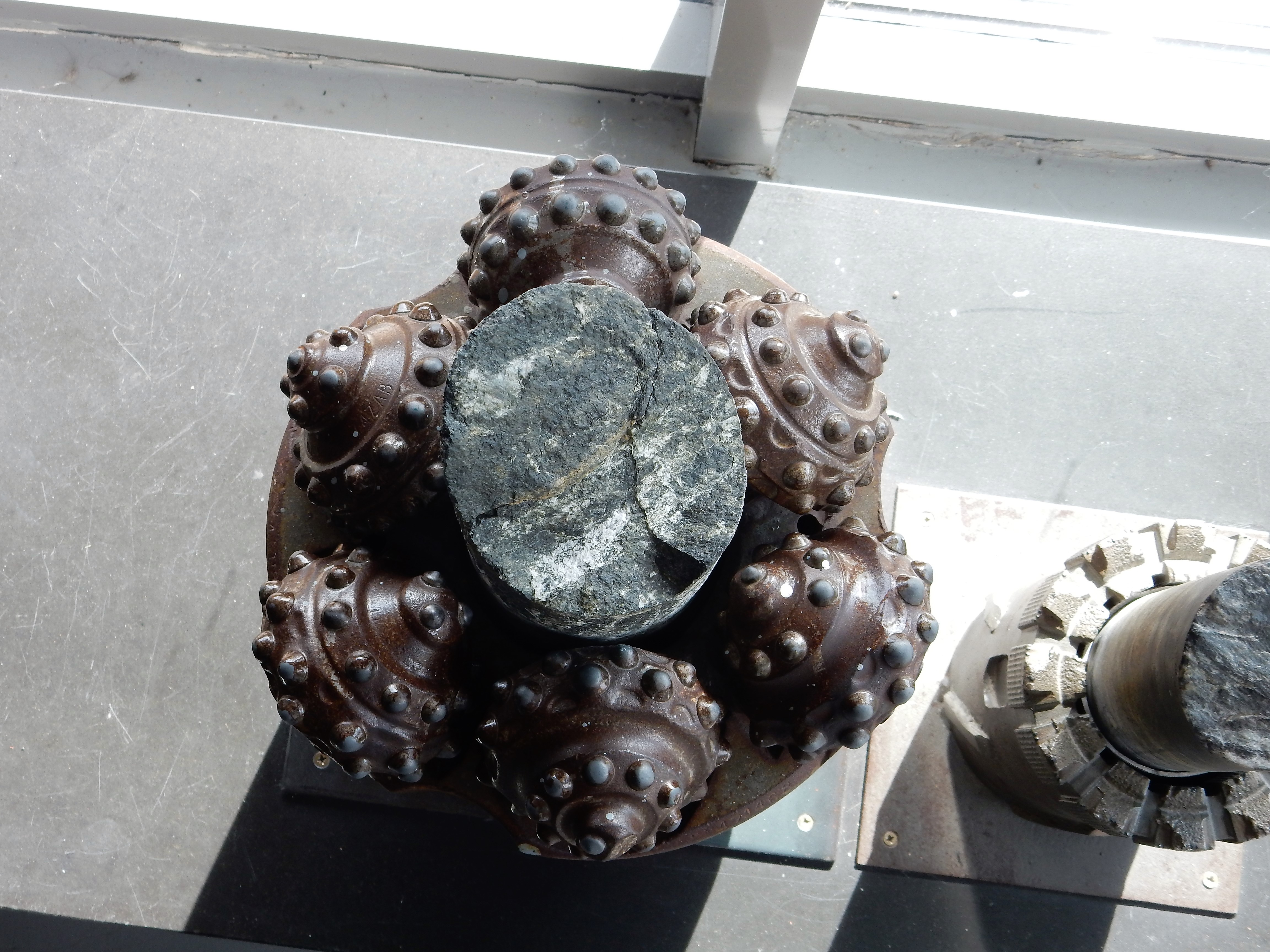
6-Rollen-Bohrkrone mit Bohrkern

Einzelne Ergebnisse sind zum Beispiel die Erkenntnis, dass das Gestein bis in große Tiefen Klüfte aufweist und so Tiefenwässer deutlich mobiler sind als zunächst vermutet. Dies sollte etwa bei der Planung von Tieflagern für radioaktive Abfälle berücksichtigt werden. Bereits in der Vorbohrung zeigte sich ein anomal starker Anstieg des Magnetfeldes, der als Folge eines tiefliegenden, zuvor nicht vermuteten magnetisierten Bereiches interpretiert und in der Hauptbohrung dann auch erbohrt wurde. Große Fortschritte machte auch die gemeinsame Interpretation verschiedener Bohrlochmessverfahren, deren Ergebnisse anhand von Bohrkernen und Cuttings kontrolliert werden konnten. Die gemeinsame Interpretation von Oberflächen- und Bohrlochmessungen lieferte verbesserte Methoden, z. B. im Bereich von Seismik, Geoelektrik, Magnetotellurik, Magnetik und bei der Erdbebenbeobachtung.